# بيرجينكيوي
بيرجينكيوي (Persiankiwi) هو أحد مستخدمي خدمة تويتر للتدوين المصغر، وكان أحد أكثر الحسابات التي تمت متابعتها بوصفها مصدرًا للمعلومات فيما يتعلق باحتجاجات الانتخابات الإيرانية 2009 - 2010. ويُشار إلى بيرجينكيوي أيضًا بوصفه «موقعًا للمعارضة الشعبية» و«واحدًا من الإيرانيين الأكثر مصداقية وتدوينًا على تويتر».”
لقد جذب حساب بيرجينكيوي القراء بسبب الأسلوب الصادق وعدم العدوانية والمعلومات المحدثة والتي على ما يبدو أنها تأتي من طهران مباشرة. فعندما اضطر معظم الصحفيين لمغادرة البلاد وكان يعتقد أن وسائل الإعلام الحكومية الإيرانية متحيزة لصالح حكومتها، أصبح حساب بيرجينكيوي أحد أهم المصادر من داخل إيران، وكثيرًا ما ورد ذكره في تقارير وسائل الإعلام في جميع أنحاء العالم.
لقد توقفت تغريدات حساب بيرجينكيوي بشكل مؤقت في 24 يونيو عام 2009، بعد وصفه لمواجهة عنيفة وقعت بين المتظاهرين وميليشيا الباسيج. وتقول التغريدة «الله - سبحانك خالق الجميع ويجب أن يعود الجميع إليك - الله أكبر»، مما أثار القلق بشأن مصير الشخص صاحب اسم المستخدم. وانتشرت شائعات باعتقال صاحب حساب بيرجينكيوي، أو أنه اضطر لنشر الأخبار باستخدام اسم مستعار جديد بسبب تعرض الحساب للخطر. واستأنف حساب بيرجينكيوي تغريداته في 14 فبراير 2011. وأخبرت مستخدمة حساب أكسفورد جيرل (Oxfordgirl) على تويتر متابعيها بأنها كانت تنتظر تأكيدًا من بيرجينكيوي للتحقق من صحة هويته أو هويتها.
ولم يتم الإعلان عن هوية ومكان الشخص صاحب حساب بيرجينكيوي. وعدم الكشف عن هوية المستخدم منعت من تكوين صورة واضحة عنه، ولكن تم بذل الجهود من أجل تحليل أسلوب الكتابة.
ينبغي عدم الخلط بين حساب بيرجينكيوي (Persiankiwi) مع حساب بيرجينكيويي (Persiankiwie) الذي تظاهر لفترة من الوقت بأنه بيرجينكيوي على تويتر. ووجهت التحذيرات على تويتر بأن حساب بيرجينكيويي كان عميلاً للحكومة واختفت هذه الصفحة الشخصية من على تويتر بعد ذلك بوقت قصير.